# John Polonia
John J. Polonia (* 30. September 1968 in Johnstown, Wellsboro, Pennsylvania; † 25. Februar 2008 ebenda) war ein US-amerikanischer Filmregisseur, Filmproduzent, Drehbuchautor und Schauspieler.

## Leben
Gemeinsam mit seinem Zwillingsbruder Mark Polonia wuchs er als jüngstes Kind in einer Großfamilie auf. Polonia schloss 1986 die Wellsboro High School in Pennsylvania ab. 1987 gründeten die beiden Zwillingsbrüder die Polonia Bros. Entertainment and Cinegraphic Productions, die heute Polonia Brothers Entertainment heißt.
Neben seiner Tätigkeit im Filmgeschäft war Polonia 22 Jahre lang bei BiLo Market in Wellsboro beschäftigt.
Polonia verstarb am 25. Februar 2008 im Alter von 39 Jahren an den Folgen einer Herzaneurysma. Er hinterließ eine Ehefrau und einen Sohn.

## Filmografie

### Regie
- 1985: Church of the Damned
- 1986: Hallucinations
- 1987: Splatter Farm
- 1991: Lethal Nightmare
- 1993: Hellspawn
- 1994: Saurians
- 1995: How to Slay a Vampire
- 1996: Feeders
- 1996: Night Crawlers
- 1998: Feeders 2: Slay Bells
- 1998: Bad Magic
- 1998: Terror House
- 2000: The House That Screamed
- 2000: Blood Red Planet
- 2001: Dweller
- 2001: Hellgate: The House That Screamed 2
- 2002: NightThirst
- 2002: Gorilla Warfare: Battle of the Apes
- 2003: Holla If I Kill You
- 2004: Among Us
- 2004: Peter Rottentail
- 2004: Dinosaur Chronicles
- 2005: Razorteeth
- 2005: Black Mass
- 2007: Splatter Beach
- 2007: WildCat
- 2008: Forest Primeval
- 2008: Monster Movie

### Produzent
- 1998: Terror House
- 2000: The House That Screamed
- 2000: Blood Red Planet
- 2001: Dweller
- 2001: Hellgate: The House That Screamed 2
- 2002: NightThirst
- 2002: Gorilla Warfare: Battle of the Apes
- 2004: Among Us
- 2004: Peter Rottentail
- 2005: Razorteeth
- 2005: Black Mass
- 2007: WildCat
- 2008: Forest Primeval

### Drehbuch
- 1987: Splatter Farm
- 1991: Lethal Nightmare
- 1993: Hellspawn
- 1995: How to Slay a Vampire
- 2000: The House That Screamed
- 2000: Blood Red Planet
- 2000: Carnage Road
- 2001: Dweller
- 2003: Holla If I Kill You
- 2003: Hellbilly
- 2004: Among Us
- 2004: Peter Rottentail
- 2005: Razorteeth
- 2007: Splatter Beach
- 2007: WildCat
- 2008: Forest Primeval
- 2009: HalloweeNight

### Schauspieler
- 1985: Church of the Damned
- 1986: Hallucinations
- 1987: Splatter Farm
- 1991: Lethal Nightmare
- 1993: Hellspawn
- 1994: Saurians
- 1995: Savage Vows
- 1995: How to Slay a Vampire
- 1996: Feeders
- 2000: The House That Screamed
- 2000: Blood Red Planet
- 2001: Dweller
- 2002: NightThirst
- 2003: Holla If I Kill You
- 2004: Among Us
- 2004: Peter Rottentail
- 2004: Dinosaur Chronicles
- 2005: Razorteeth
- 2007: Splatter Beach
- 2007: WildCat
- 2008: Monster Movie
- 2015: Channel 13 (posthum)